# 皖江中学堂暨省立五中旧址
皖江中学堂暨省立五中旧址位于中国安徽省芜湖市镜湖区安徽师范大学赭山校区内赭山山顶，门牌号为上山3幢、上山6幢和7幢，为依山而建的砖木结构平房，呈梯级三进四合院式布局，包括教学楼、办公楼和学生宿舍等，原学校操场已不存，改建为安徽师范大学继续教育学院和音乐学院学生琴厅。皖江中学堂为芜湖市第一中学前身，光绪二十九年（1903）由皖南道刘树屏创办，民国三年（1914）改为安徽省立第五中学，为芜湖近代官办初等教育的代表。因长期租住，建筑已年久失修，并存在较严重的安全隐患。

## 图集

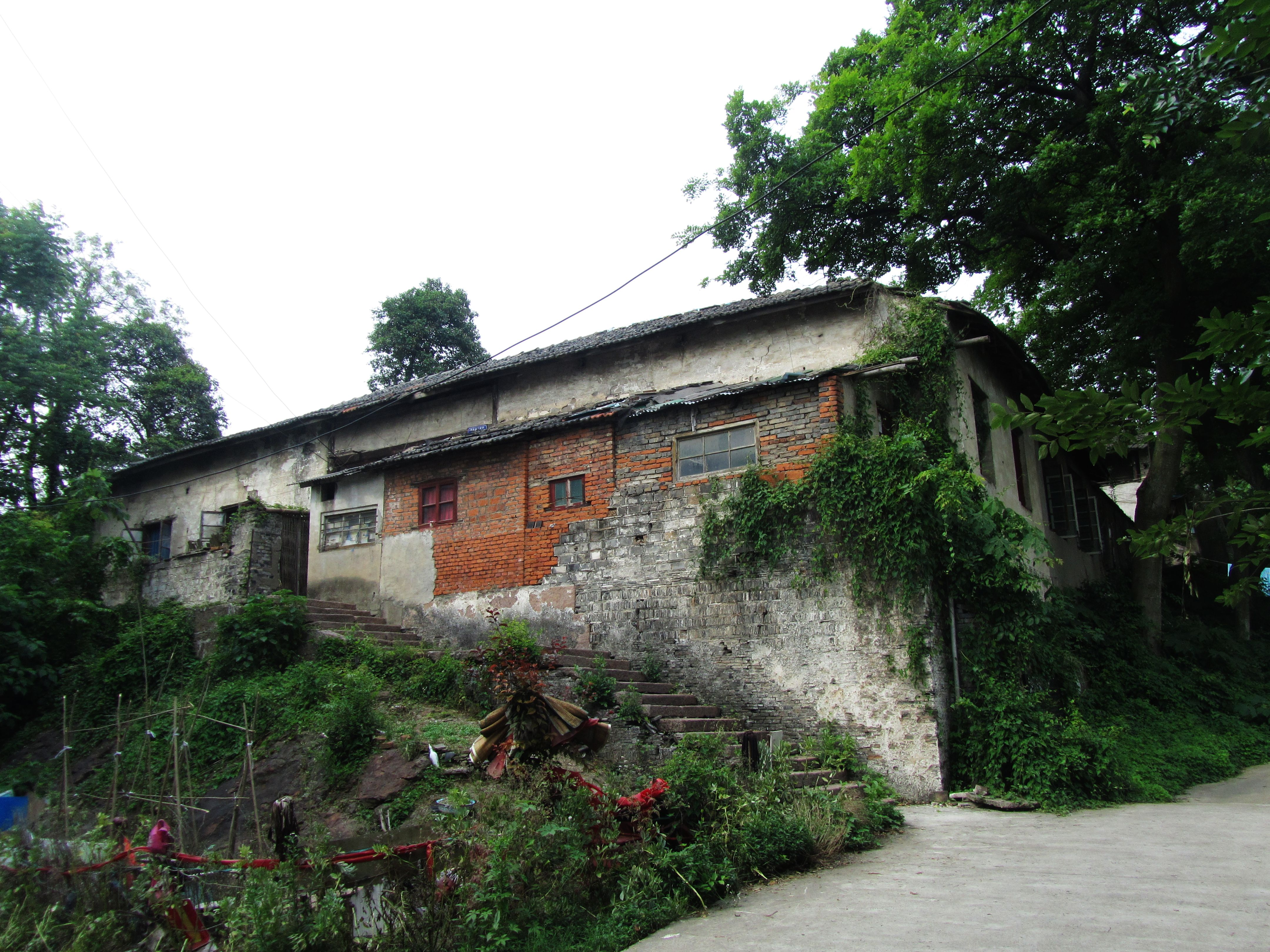
建筑侧面
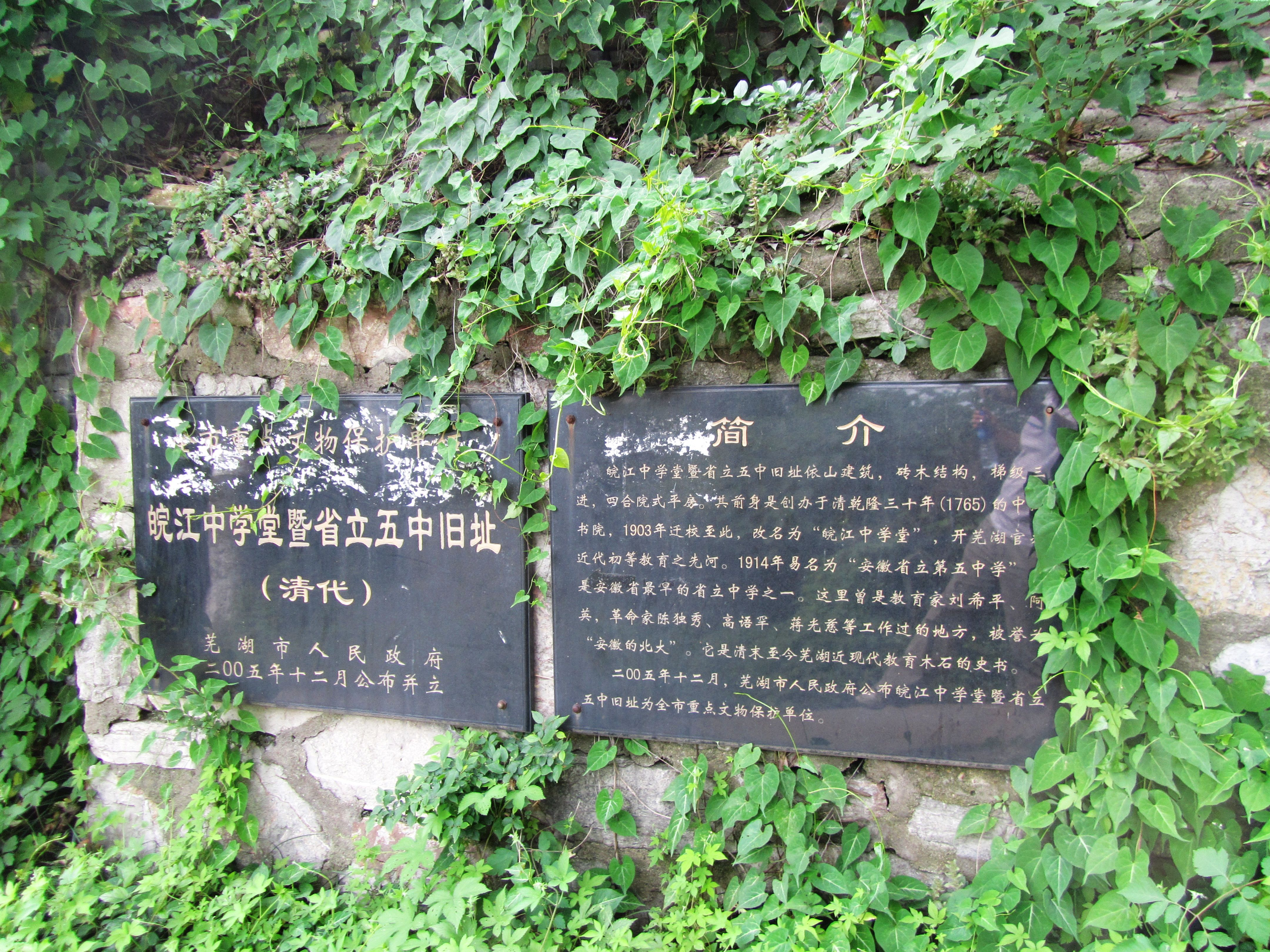
文保碑